# Bosque (revista)
BOSQUE es una revista científica publicada por la Facultad de Ciencias Forestales y Recursos Naturales de la Universidad Austral de Chile. Fundada en 1975 con una periodicidad anual, a partir de 1985 aumentó su periodicidad a semestral y desde 2003 se publican tres números al año.
Revista BOSQUE publica trabajos originales relacionados con el manejo y producción de recursos forestales, ciencias y tecnología de la madera, silvicultura, ecología forestal, conservación de recursos naturales y desarrollo rural asociados con los ecosistemas forestales. Las contribuciones son en modalidad de artículos, revisiones y comunicaciones breves, en inglés. Su abreviatura es BOSQUE y fue incluida a la base de datos bibliográfica del Institute for Scientific Information en el año 2009.